# Fyre Fraud
Fyre Fraud è un film documentario del 2019 diretto da Jenner Furst e Julia Willoughby Nason.
Pellicola statunitense presentata in anteprima il 14 gennaio 2019 sulla piattaforma Hulu. Il documentario, che racconta le vicende e i retroscena del Fyre Festival, è stato pubblicato 4 giorni prima dell'omonimo prodotto da Netflix.